# Manderström
Manderström var en svensk adelsätt med flera grenar.
Ättens stamfader Erik Forsmander (död 1713) var enligt äldre adelsgeneologier född i Kopparbergslagen i Dalarna. Han blev slutligen överlicentiinspektor i Wismar och adlades 1703 med namnet Manderström. Ätten introducerades året därefter på nummer 1392. Hans hustru var Anna Wisnowska från Polen. Deras äldste son Carl Nicolaus var kapten och ogift, och likaså en yngre son Gustaf Erik som var expektanslöjtnant, var ogift. Två döttrar gifte sig men utrikes.
Ätten fortlevde på svärdssidan med den yngste sonen, kammarherren och krigsrådet Martin Ludvig Manderström, som 1771 upphöjdes i friherrligt stånd. Därmed utgick den adliga ätten nr 1392. Den friherrliga ätten introducerades 1772 på nummer 246. Martin Ludvig Manderström var gift med Maria Polhem, en dotter till den bekante Christoffer Polhem och dennes hustru Maria Hoffman.
Deras enda dotter var ogift, och flera söner avled i barndomen. Yngste sonen Fredrik Ulrik Manderström var major och tygmästare samt Riddarhusdirektör, men ogift. Ätten fortlevde med hovmarskalken Christopher Manderström, som stod blivande kung Gustav III nära. Till hustru hade han friherrinnan Virginia Charlotta Duwall, och de fick ett barn, kammarherren Erik Ludvig Manderström som var i tjänst hos änkedrottningen Sophia Magdalena vars hovfröken, friherrinnan Christina Brita Bennet han tog till fru. Hennes mor friherrinnan Maclean var Bureättling och syster till Rutger Macklean.
Deras äldste son, Ludvig Manderström, blev utrikesminister och en av rikets herrar, och upphöjdes 1860 till greve under kröningen av Karl XV, men ätten tog aldrig introduktion. Ludvig Manderströms dotter gifte sig med Alfred Lagerheim. Ätten Manderström slocknade på svärdssidan 1927 med ståthållaren på Ulriksdal och Haga, Carl Adolph Manderström, son till Ludvig Manderströms bror.